# Todesstrafe in der Volksrepublik China
Die Todesstrafe in der Volksrepublik China ist die höchste mögliche Strafe in der Volksrepublik China. Mit jährlich tausenden Hinrichtungen wird in dem Land die Todesstrafe weltweit am häufigsten vollzogen. Die genauen Zahlen lassen sich nur schätzen, da die konkrete Zahl der Hinrichtungen ein Staatsgeheimnis ist. In China gibt es die Todesspritze.

## Straftatbestände
Grundsätzlich besitzen alle Verwaltungseinheiten auf Provinzebene in der Volksrepublik China in justiziellen Angelegenheiten Autonomie. In verschiedenen Provinzen und Autonomen Regionen galt bis 2007 nicht nur Mord als Kapitalverbrechen, sondern unter anderem Drogenhandel, Entführung und Vergewaltigung. Seit 2007 müssen alle Todesurteile vom Obersten Volksgerichtshof der Volksrepublik China bestätigt werden.
Im Jahre 2011 wurde mit der Revision des Strafgesetzes der Volksrepublik China landesweit eine Reduzierung der Todesstrafe auf 55 Straftaten durchgesetzt. Hinrichtungen können weiterhin erfolgen unter anderem bei Gewaltverbrechen, Totschlag, Sprengstoffanschlägen, die öffentliche Sicherheit gefährdende Sabotagen, Spionage, Korruption oder Handel mit Frauen und Kindern. Verbrechen gegen die Lebensmittelsicherheit sowie die Herstellung und der Verkauf von gefälschten Medikamenten, die zu schweren Schäden oder zum Tod führen, oder erzwungene Organentnahmen können mit dem Tode geahndet werden. Von der Verhängung der Todesstrafe sind zur Tatzeit unter 18-Jährige und zum Zeitpunkt ihres Gerichtsverfahrens Schwangere sowie generell über 75-Jährige ausgenommen.

## Vollzug
Seit Beginn der 2000er-Jahre werden für Exekutionen Hinrichtungsbusse eingesetzt.

## Fälle mit medialer Aufmerksamkeit
Am 29. Dezember 2009 wurde trotz starker internationaler Proteste mit dem Briten Akmal Shaikh erstmals seit 50 Jahren wieder ein Europäer in China hingerichtet.
Bis mindestens in das Jahr 2012 gab es im chinesischen Fernsehen eine Reality-Show, bei der Todeskandidaten vor ihrer Hinrichtung von einer Journalistin interviewt wurden.
Der Fall eines Deutschen, der in der Stadt Xiamen seine Ex-Freundin und deren neuen Freund auf offener Straße erschlagen und erstochen hatte, erregte medial Aufmerksamkeit, weil er in der Volksrepublik China 2014 die Todesstrafe dafür erhielt. Deutsche Diplomaten versuchten, das Urteil zu verhindern.
Anfang Februar 2024 wurde der Journalist Yang Hengjun, der auch australischer Staatsbürger ist, wegen angeblicher Spionage zum Tode verurteilt. Die Strafe wurde für zwei Jahre zur Bewährung ausgesetzt, mit der Aussicht, sie danach in eine lebenslange Haftstrafe umzuwandeln. Yang hatte früher für das chinesische Ministerium für Staatssicherheit gearbeitet und war später als demokratiefreundlicher und regierungskritischer Blogger und Autor aktiv. Er lebte in New York und war 2019 bei einem Besuch in Guangzhou verhaftet worden. Sein Prozess hatte unter Ausschluss der Öffentlichkeit stattgefunden.

## Todesstrafe in Hongkong und Macau
Sowohl in Hongkong als auch in Macau wird die Todesstrafe nicht angewandt. 1965 wurde die Todesstrafe im Vereinigten Königreich ausgesetzt. Zwei Jahre später setzte die Regierung auch in Hongkong – welches sich im britischen Besitz befand – die Todesstrafe aus. Im November 1966 wurde der letzte zum Tode Verurteilte erhängt, er hatte einen Wachmann ermordet. 1993 wurde die Todesstrafe komplett abgeschafft.
In Macau fand die letzte Hinrichtung im 19. Jahrhundert statt. Mit der neuen Portugiesischen Verfassung wurde die Todesstrafe 1976 auch gesetzlich abgeschafft, da Macau zu dieser Zeit unter portugiesischer Verwaltung stand.
Obwohl die Todesstrafe in den Sonderverwaltungszonen auch weiterhin nicht angewandt wird, können in Festlandchina zum Tode Verurteilte dorthin ausgeliefert werden.